# ويسلي جونسون
ويسلي جونسون (بالإنجليزية: Wesley Johnson)‏ مواليد 11 يوليو 1987، هو لاعب كرة سلة أمريكي يلعب مع فريق لوس أنجلوس ليكرز في الرابطة الوطنية لكرة السلة ويحمل الرقم 11. يبلغ طوله 6 قدم 7 بوصة (2.0 م).

## فرق لعب لها
- مينيسيوتا تيمبر وولفز
- فينيكس صنز
- لوس أنجلوس ليكرز

## روابط خارجية
- ويسلي جونسون على موقع إن بي أي (الإنجليزية)
- ويسلي جونسون على موقع سبورتس رفرنس (الإنجليزية)
- ويسلي جونسون على موقع كرة السلة الأوروبية.كوم (الإنجليزية)
- ويسلي جونسون على موقع إي إس بي إن.كوم (الإنجليزية)
- ويسلي جونسون على موقع كلية كرة السلة في سبورتس رفرنس.كوم (الإنجليزية)
- ويسلي جونسون على موقع ريلجم (الإنجليزية)
- ويسلي جونسون على موقع بروبوليرز (الإنجليزية)
- ويسلي جونسون على موقع سبورتس رفرنس (الإنجليزية)